# Tieshangang
Tieshangang är ett stadsdistrikt i Beihai i den autonoma regionen Guangxi i sydligaste Kina.
1. ↑  http://www.geohive.com/cntry/CN-45_ext.aspx